# Catherine Mégret
Catherine Mégret, nascuda Catherine Rascovschi el 16 de març de 1958 a París, és una política francesa. Va ser alcaldessa de Vitròla del 1997 al 2002, aleshores membre del consell nacional del Moviment Nacional Republicà (MNR). Està casada amb Bruno Mégret, fundador i president del MNR.

## Publicacions
- Éditions nationales. V comme Vitrolles, 1997, p. 119. ISBN 2-909178-34-X..
- Participation à l'ouvrage collectif Vers la société multiraciste (sous la dir. de Jean-Jacques Matringhem et Philippe Randa), éditions Dualpha, 2003, 289 p. ISBN 2912476747